# Ємтланд (лен)

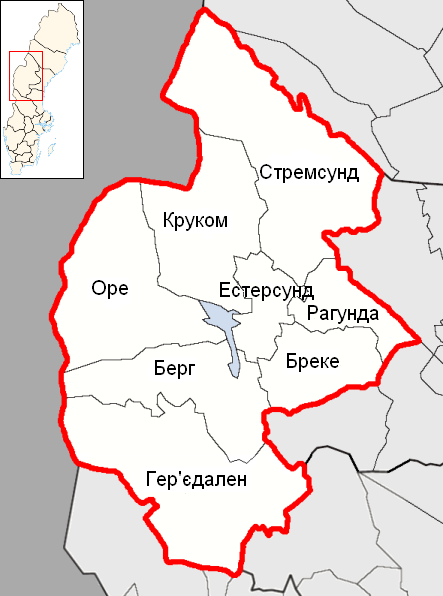
Комуни лену Ємтланд

Ємтланд (швед. Jämtlands län) — лен у північній частині Швеції. Адміністративний центр — місто Естерсунд. Розташований у ландскапах (провінціях) Ємтланд, Гер'єдален, Гельсінгланд і Онгерманланд.

## Адміністративний поділ
Адміністративно лен Ємтланд поділяється на 8 комун:
1. Комуна Берг (Bergs kommun)
2. Комуна Бреке (Bräcke kommun)
3. Комуна Гер'єдален (Härjedalens kommun)
4. Комуна Естерсунд (Östersunds kommun)
5. Комуна Круком (Krokoms kommun)
6. Комуна Оре (Åre kommun)
7. Комуна Рагунда (Ragunda kommun)
8. Комуна Стремсунд (Strömsunds kommun)